# Polyamine
Unter Polyamine werden meist gesättigte, offenkettige oder cyclische organische Verbindungen zusammengefasst, mit endständigen Aminogruppen, unterbrochen von einer wechselnden Anzahl sekundärer Aminogruppen. Polyamine sind je nach Kettenlänge farblos bis gelblich gefärbt und sind entweder flüssig oder fest.
Die systematische Benennung nach der IUPAC-Nomenklatur wird mit Aza- vorgenommen.

## Biogene Polyamine

Strukturformel von Spermidin, einem Triamin

Biogene Polyamine wie Spermidin und Spermin sind kleine polykationische Moleküle. Diese können mit Ribonukleinsäuren interagieren und deren Eigenschaften verändern. Es wird angenommen, dass Polyamine zu einem gewissen Grad supercoiled und gefaltete DNA stabilisieren können. Der Anteil an Polyaminen in der Zelle scheint stöchiometrisch mit dem Gehalt an RNA zu sein. Des Weiteren sind Polyamine vor allem im Zellkern und in den Ribosomen konzentriert. Zu einem gewissen Grad können Polyamine K+ und Mg2+-Ionen ersetzen. Polyamine können eine Rolle bei der Nukleinsäure- und Proteinsynthese und in der Zellentwicklung spielen. Darüber hinaus aktivieren sie Enzyme wie zum Beispiel die Serin/Threonin-Proteinkinase CK2. Die geschwindigkeitsbestimmenden Schritte bei der Polyaminsynthese werden von der Ornithindecarboxylase und der Adenosylmethionindecarboxylase katalysiert. Bei Krebserkrankungen ist die Ausscheidungsrate von Polyaminen deutlich erhöht.
Die Polyamine 1,4-Diaminobutan (Putrescin) und 1,5-Diaminopentan (Cadaverin) entstehen auch beim bakteriellen Abbau von tierischem Gewebe (Verwesung) aus den Aminosäuren Ornithin bzw. Lysin. Ihnen schrieb man früher Leichengift-Charakter zu und nannte sie Ptomaine. Tatsächlich sind diese biogenen Amine aber kaum giftig.

## Technische Polyamine
Polyamine wie z. B. 1,2-Diaminocyclohexan, 4,4′-Diaminodiphenylsulfon 1,5-Diamino-2-methylpentan, Diethylentriamin, Hexamethylendiamin, Isophorondiamin, Triethylentetramin und Trimethylhexamethylendiamin finden unter anderem als Härtungsmittel für Epoxidharze sowie zur Herstellung von Polyamiden Verwendung. Di- und Triamine mit primären Aminogruppen werden durch Umsetzung mit Phosgen in die entsprechenden Di- und Tri-Isocyanate überführt, die für die Herstellung von Polyurethanen benutzt werden.
Zu den polymeren Polyaminen werden unter anderem die Polyethylenimine und kationische Flockungsmittel, die quartäre Ammoniumgruppen enthalten, gerechnet.